# San Gregorio Magno
San Gregorio Magno – miejscowość i gmina we Włoszech, w regionie Kampania, w prowincji Salerno.
Według danych na rok 2004 gminę zamieszkiwało 4616 osób, 94,2 os./km².